# Head Held High
Head Held High – pierwszy album studyjny polskiej grupy muzycznej Nyia. Wydawnictwo prezentuje wypadkową takich stylów jak jazz oraz grindcore z wpływami death metalu.
Album ukazał się w 2004 roku nakładem Candlelight Records. Muzykę w produkcji Szymona Czecha skomponował sam zespół, słowa do utworów napisał Wojciech Szymański, przełożyła Anna Rorot. Fotografie oraz szatę graficzną wykonał Bartek Rogalewicz, zdjęcie okładki przygotowała Małgorzata Jurewicz.
Na płycie oprócz nagrań audio ukazały się dwie prezentacje multimedialne, tzw. trailer grupy Nyia oraz remiks grupy Deadbambi do utworu pt. Behind the Goat rmx. Prezentacje przygotowali Bartek Rogalewicz, animator Rafał Szczepaniak oraz grupa Deadbambi.

## Lista utworów
1. Behind the God - 01:08
2. Over the Ceaseless Dying - 01:29
3. Pails Of Blood - 02:05
4. Everything Is A Dream - 02:42
5. Foul Adder - 01:21
6. The World`s Throat - 01:31
7. Heads Of The Insane - 01:59
8. Only What`s Mine Is True - 01:14
9. Bad Daddy - 02:10
10. Wherever You`ll Be - 02:16
11. Head Held High - 02:03
12. Nothing Can Stop Procreation - 04:40